# Jonas Juškevičius
Jonas Juškevičius (* 22. Juni 1965 in Nesterow, Oblast Kaliningrad; † 26. Juli 2019 in Vilnius) war ein litauischer Kirchenrechtler, Professor der Mykolas-Romeris-Universität und Leiter des Lehrstuhls für Biorecht.

## Biografie
Jonas Juškevičius absolvierte ein Studium der Geographie an der Fakultät für Naturwissenschaften der Universität Vilnius und 2002 ein Studium am Institut für Zivil- und kanonisches Recht der Päpstlichen Lateranuniversität in Rom sowie 2003 promovierte im Kirchenrecht. Er ist Lizentiat beider Rechte (utroque iure) sowie Doktor beider Rechte. Von 1990 bis 1993 arbeitete er als Umweltschutzinspektor am Litauischen Umweltministerium. Er unterrichtete an der Rechtsuniversität von Litauen als Dozent (seit 2004 MRU). Ab 2005 war er Professor und Leiter des Lehrstuhls für Biorecht des Rechtsfakultät der MRU.